# Годжаска
Годжаска (рум. Gogeasca) — село у повіті Прахова в Румунії. Входить до складу комуни Кербунешть.
Село розташоване на відстані 89 км на північ від Бухареста, 35 км на північ від Плоєшті, 145 км на захід від Галаца, 64 км на південний схід від Брашова.

## Населення
За даними перепису населення 2002 року у селі проживали 292 особи, усі — румуни. Усі жителі села рідною мовою назвали румунську.